# Lueheopsis schultesii
Lueheopsis schultesii är en malvaväxtart som beskrevs av José Cuatrecasas. Lueheopsis schultesii ingår i släktet Lueheopsis och familjen malvaväxter. Inga underarter finns listade i Catalogue of Life.